# Bogusław
Bogusław, Bogosław, Bohusław, Bogsław – staropolskie imię męskie.

## Budowa oraz znaczenie
Imię Bogusław jest przykładem staropolskiego, złożonego, osobowego imienia dwuczłonowego, które jest reliktem pogańskich imion używanych we wczesnym średniowieczu przez Słowian. Składa się z członu Bogu- („Bóg”, „Boga”, ale pierwotnie „los, dola, szczęście”) oraz -sław („sława”). Być może znaczyło pierwotnie „ten, który sławi los”, a później „sławiący Boga”. Witold Taszycki zaliczył je do grupy najstarszych polskich imion osobowych .

## Formy oraz występowanie
Jest to jedno z niewielu słowiańskich imion, które są znane we wszystkich językach słowiańskich. Na terenie Polski notowane w dokumentach od początku XII wieku. Było dość popularne w okresie średniowiecza, kiedy zanotowano około 700 osób z tym imieniem. Przykładowe dawne zdrobnienia: Bosław, Bogusz, Bohusz, Boguta, Bogna masc., Bogoń, Bogosz, Bogota, Bogunek, Bogusza masc., Bost, Bosz, Boszek, Boszuta.
Imię to często nadawano w obrębie dynastii Gryfitów – nosiło je 14 władców Pomorza.
Popularne również w czasach nowożytnych; spadek popularności przeżywało jedynie w XVI wieku. W całej populacji Polaków Bogusław zajmował w 2017 r. 74. miejsce (67 730 nadań).
Żeński odpowiednik: Bogusława
Bogusław imieniny obchodzi: 22 marca, 18 kwietnia, 29 kwietnia, 1 lipca, 23 września i 18 grudnia.
Podobne imiona: Bogdał, Bogdaj, Bogdasz, Bogdan, Bohdan, Bogodar, Boguchwał, Bogumił, Bogumysław, Bogurad, Bogusąd, Bogwiedz.

## Odpowiedniki w innych językach
- język angielski – Boguslav
- język czeski – Bohuslav
- łacina – Boguslaus
- język niemiecki – Boguslav, Bogislav
- język węgierski – Boguszlav

## Znani ludzie noszący imię Bogusław
- Bogusław I – książę szczeciński z dynastii Gryfitów
- Bogusław II – książę pomorski na Szczecinie z dynastii Gryfitów
- Bogusław IV –  książę pomorski z dynastii Gryfitów
- Bogusław V Pomorski – książę słupski z dynastii Gryfitów
- Bogusław VIII – książę pomorski
- Bogusław IX –  książę stargardzki i słupski z dynastii Gryfitów
- Bogusław X Wielki – książę szczeciński i słupski oraz wołogoski
- Bogusław XIII – książę wołogoski i szczeciński z dynastii Gryfitów
- Bogusław XIV – książę szczeciński, pomorski, protestancki biskup kamieński, ostatni z dynastii Gryfitów na tronie pomorskim
- Bogusław Adamowicz – polski poeta oraz autor powieści i opowiadań fantastycznych
- Bohuslav Balbín – czeski literat, historyk, pedagog, jezuita
- Bogusz Bilewski – polski aktor
- Bogusław Bosak – lekarz, poseł na Sejm
- Bohuslav Chňoupek – słowacki polityk, czechosłowacki działacz komunistyczny
- Bogusław Cupiał – przedsiębiorca polski, jeden z najbogatszych Polaków
- Bogusław Cygan – piłkarz i trener
- Bogusław Czarny – polski ekonomista
- Bogusław Ernest Denhoff – podkomorzy wielki litewski
- Bohuslav Fuchs – czeski architekt modernistyczny
- Bogusław Gdowski – polski matematyk
- Bogusław Grabowski – ekonomista
- Bogusław Gruchała – polski komandor dyplomowany
- Bogusław Halikowski – pediatra, neurolog dziecięcy
- Bogusław Kaczmarczyk – polski aktor estradowy i telewizyjny
- Bogusław Kaczmarek – polski trener piłkarski
- Bogusław Kaczyński – publicysta i krytyk muzyczny
- Bogusław Kędzia – wieloletni profesor Politechniki Wrocławskiej
- Bogusław Klimczuk –  kompozytor, pianista, dyrygent
- Bogusław Kott –  ekonomista
- Bogusław Kopka – historyk
- Bogusław Kowalski – historyk, poseł na Sejm
- Bogusław Kukuć – dziennikarz sportowy
- Bogusław Lambach – operator filmowy
- Bogusław Leszczyński – podkanclerzy koronny
- Bogusław Liberadzki –  polski ekonomista i polityk
- Bogusław Linda (ur. 1952) – polski aktor i reżyser
- Bogusław Litwiniec –  polski reżyser teatralny, działacz kulturalny, senator
- Bogusław Łubieński – kasztelan sandomierski, major, generał
- Bogusław Łubieński – ziemianin, działacz niepodległościowy, poseł
- Bogusław Łubieński – ziemianin, działacz gospodarczy, poseł
- Bogusław Maksymilian Maciejewski – polski muzykolog
- Bogusław Madey – polski dyrygent i pedagog
- Bogusław Marcin Majewski – dziennikarz i dyplomata, obecnie ambasador RP w Singapurze
- Bogusław Mamiński – polski lekkoatleta, wicemistrz świata i Europy
- Bohuslav Martinů – czeski kompozytor
- Bogusław Mąsior – polski działacz polityczny i gospodarczy, senator
- Bogusław Mec – polski piosenkarz, artysta plastyk, kompozytor
- Bogusław Michnik – polski poeta i fotografik, animator życia artystycznego na ziemi kłodzkiej
- Bogusław Miedziński – polski polityk i dziennikarz
- Bogusław Mucha – historyk literatury rosyjskiej
- Bogusław Nizieński – prawnik, były rzecznik interesu publicznego
- Bogusław Pazur – polski brydżysta, arcymistrz międzynarodowy
- Bogusław Polch – polski rysownik komiksów
- Bogusław Radziwiłł – wielokrotny poseł, chorąży, koniuszy wielki litewski
- Bogusław Fryderyk Radziwiłł – generał pruski
- Bogusław Rogalski – polityk polski, poseł do Parlamentu Europejskiego
- Bogusław Schaeffer – polski muzykolog, kompozytor, dramaturg, grafik i pedagog
- Bogusław Slaski – starosta bocheński, poseł na sejmy
- Bogusław Sobczak – poseł na Sejm
- Bogusław Sochnacki – polski aktor
- Bogusław Sonik – polski polityk i dziennikarz
- Bogusław Sujkowski – autor powieści historycznych
- Bogusław Sygulski – polski szachista, mistrz międzynarodowy od roku 1988
- Bogusław Śliwa – polski prawnik, działacz opozycyjny
- Bogusław Śliwerski – pedagog polski, rektor Wyższej Szkoły Pedagogicznej w Łodzi
- Bogusław Winid – polski dyplomata, amerykanista
- Bogusław Wolniewicz – publicysta i felietonista TV TRWAM, Radia Maryja, Naszego Dziennika
- Bogusław Wołoszański – dziennikarz i popularyzator historii
- Bogusław Wontor – polski polityk, poseł
- Bogusław Wyrobek –  polski wokalista, uznawany za jednego z pierwszych estradowych idoli młodzieży w Polsce
- Bogusław Zych – szermierz, medalista olimpijski, florecista
- Ernest Bogusław von Croy – biskup kamieński, ostatni po kądzieli potomek Gryfitów
- Jan Bogusław Niemczyk – ksiądz Kościoła Ewangelicko-Augsburskiego w RP
- Józef Bogusław Słuszka –  hetman polny litewski, kasztelan wileński
- Maurycy Bogusław Woyde – lekarz, profesor Uniwersytetu Warszawskiego